# Millettia thonneri
Millettia thonneri är en ärtväxtart som beskrevs av De Wild. Millettia thonneri ingår i släktet Millettia och familjen ärtväxter. Inga underarter finns listade i Catalogue of Life.